# Ještědka
Ještědka är ett vattendrag i Tjeckien.   Det ligger i regionen Liberec, i den norra delen av landet, 70 km nordost om huvudstaden Prag.